# 2022년 KIA 타이거즈 시즌
2022년 KIA 타이거즈 시즌은 KIA 타이거즈의 41번째 시즌이자 김종국 감독의 부임 후 첫 번째 시즌이다. 주장은 내야수 김선빈이 맡는다.

## 코치
- 진갑용, 이범호, 김상훈, 김민우, 최희섭, 이현곤, 조재영, 곽정철, 서재응

## 타이틀
- MLB 월드 투어: 코리아 시리즈 2022 KBO 올스타: 양현종, 박동원, 김선빈, 나성범
- KBO 골든글러브: 나성범 (외야수)
- 리얼글러브 어워드 베스트 키스톤 콤비: 박찬호, 김선빈
- 스포츠서울 올해의 기록상: 양현종
- 한은회 최고의 타자상: 나성범
- 웰컴톱랭킹 5월 타자 1위: 소크라테스
- 웰컴톱랭킹 10월 투수 1위: 놀린
- 프로야구 40주년 레전드 올스타 40인: 선동열 (1위), 이종범 (3위), 이강철 (9위), 임창용 (21위), 김성한 (25위), 조계현 (26위), 한대화 (28위), 이순철 (37위)
- 일간스포츠 선정 프로야구 40주년 올스타: 선동열 (선발투수 1위), 이종범 (유격수)
- 김성한 선정 프로야구 올타임 베스트: 이강철 (선발투수), 김종국 (2루수), 이종범 (유격수), 김일권 (외야수), 이순철 (외야수)
- 김동수 선정 프로야구 올타임 베스트: 선동열 (선발투수), 이종범 (유격수)
- 김한수 선정 프로야구 올타임 베스트: 선동열 (구원투수), 이종범 (유격수)
- 양준혁 선정 프로야구 올타임 베스트: 이종범 (유격수)
- 송진우 선정 프로야구 올타임 베스트: 한대화 (3루수)
- 염경엽 선정 프로야구 올타임 베스트: 선동열 (선발투수), 이종범 (외야수)
- 김태균 선정 프로야구 올타임 베스트: 이범호 (3루수)
- 양상문 선정 프로야구 올타임 베스트: 선동열 (구원투수)
- 한국갤럽 선정 한국인이 가장 좋아하는 국내 프로야구팀: KIA 타이거즈
- 한국갤럽 선정 가장 좋아하는 한국인 야구선수: 양현종 (6위), 나성범 (8위)
- 코리아리서치인터내셔널 선정 가장 선호하는 국내 프로야구팀: KIA 타이거즈
- 올스타 선발: 양현종 (선발투수), 정해영 (마무리투수), 박동원 (포수), 황대인 (1루수), 김선빈 (2루수), 류지혁 (3루수), 나성범 (외야수 2위), 소크라테스 (외야수 3위), 최형우 (지명타자)
- 올스타전 우수타자상: 황대인
- 올스타전 홈런레이스 최대 비거리상: 나성범 (130m)
- 한국대학스포츠협의회 선정 인하대학교 출신 올스타: 오선우 (1루수)
- 한국대학스포츠협의회 선정 고려대학교 출신 올스타: 선동열 (우완투수), 김종국 (유격수)
- 한국대학스포츠협의회 선정 연세대학교 출신 올스타: 김봉연 (1루수), 이현곤 (유격수), 이순철 (중견수)
- 한국대학스포츠협의회 선정 동국대학교 출신 올스타: 김성한 (유격수), 한대화 (3루수), 박철우 (지명타자)
- 한국대학스포츠협의회 선정 성균관대학교 출신 올스타: 장채근 (포수)
- 마구마구 레전드 카드: 이종범
- 컴투스 프로야구 KIA 타이거즈 2020년대 주요 라인업: 이의리 (선발투수), 놀린 (선발투수), 전상현 (중계투수), 이준영 (중계투수), 박동원 (포수), 황대인 (1루수), 김선빈 (2루수), 박찬호 (유격수), 류지혁 (3루수)
- 출장(타자): 나성범 (144)
- 타석: 나성범 (649)
- 도루: 박찬호 (42)
- 경기 당 투구 수: 파노니 (100.3)
- 풋아웃: 황대인 (955)

### 퓨처스리그
- 리얼글러브 퓨처스리그: 황동하, 신명승, 강병우
- 퓨처스 올스타: 이승재, 김도현, 김선우, 이인한

## 선수단
- 선발투수: 놀린, 양현종, 파노니, 임기영, 이의리, 한승혁, 로니, 김도현, 이민우
- 구원투수: 이준영, 전상현, 장현식, 김기훈, 고영창, 장지수, 이승재, 홍상삼, 송후섭, 윤중현, 김유신, 최지민, 박준표, 김사윤, 김재열, 유승철
- 마무리투수 : 정해영, 김현수, 장재혁, 김현준, 남하준
- 포수: 박동원, 김선우, 권혁경, 김민식, 신범수, 한승택
- 1루수: 황대인
- 2루수: 김선빈, 김태진, 김규성, 최정용
- 유격수: 박찬호
- 3루수: 류지혁, 김도영, 박민, 임석진
- 좌익수: 이창진, 이우성, 나지완, 김석환
- 중견수: 소크라테스, 김호령, 박정우
- 우익수: 나성범, 류승현
- 지명타자: 최형우, 고종욱, 이정훈

## 정규 시즌

### 최종 순위
| 순위 | 구단          | 경기수 | 승 | 무 | 패 | 승률  | 승차 |
| ---- | ------------- | ------ | -- | -- | -- | ----- | ---- |
| 1    | SSG 랜더스    | 144    | 88 | 4  | 52 | 0.629 | 0    |
| 2    | 키움 히어로즈 | 144    | 80 | 2  | 62 | 0.563 | 9    |
| 3    | LG 트윈스     | 144    | 87 | 2  | 55 | 0.613 | 2    |
| 4    | kt 위즈       | 144    | 80 | 2  | 62 | 0.563 | 9    |
| 5    | KIA 타이거즈  | 144    | 70 | 1  | 73 | 0.490 | 19.5 |
| 6    | NC 다이노스   | 144    | 67 | 3  | 74 | 0.475 | 21.5 |
| 7    | 삼성 라이온즈 | 144    | 66 | 2  | 76 | 0.465 | 23   |
| 8    | 롯데 자이언츠 | 144    | 64 | 4  | 76 | 0.457 | 24   |
| 9    | 두산 베어스   | 144    | 60 | 2  | 82 | 0.423 | 29   |
| 10   | 한화 이글스   | 144    | 46 | 2  | 96 | 0.324 | 43   |

### 상대별 승패표
- (승-무-패)

| 상대 | SSG    | 키움   | LG     | kt     | 삼성   | 두산  | 롯데   | NC    | 한화   | 합계    |
| ---- | ------ | ------ | ------ | ------ | ------ | ----- | ------ | ----- | ------ | ------- |
| KIA  | 5-1-11 | 6-0-10 | 6-0-10 | 5-1-10 | 6-0-10 | 9-0-7 | 12-0-4 | 9-0-7 | 12-0-4 | 70-1-73 |

### 경기 기록
| @ | * |

## 여담
- 나지완은 10월 7일 kt 위즈와의 경기에서 은퇴 선수 특별 엔트리를 통해 1군 선수단에 등록된 데 이어 8회에 대타로 출전하여 은퇴 선수 특별 엔트리를 통해 등록된 선수 중 KBO 리그 사상 최초로  타석을 소화했다.
- 황대인은 추가 진루 18회, 추가 진루 성공률 9.5%로 2013년 이후 규정 타석 충족 타자 중 최소, 최저 기록을 세웠다.
- 장성호는 KBO 레전드 41위에 랭크되어 KBO 레전드 40인에 아쉽게 들지 못했는데, 이 당시 기준 은퇴 선수 중 통산 WAR 8위로, 뽑히지 못한 선수 중 통산 WAR이 가장 높았다.
- 강경학은 이 시즌을 끝으로 은퇴하여, KBO 리그 역대 주포지션이 타자였던 선수 중 투수 등판 시 통산 최다 9이닝 당 볼넷 허용(27), 최고 파워-기교 지수(3) 기록을 세웠다.
- 이 시즌은 KBO 리그 사상 20번째로 규정 타석을 채운 야수 전원이 WAR 양수를 기록한 시즌이다. 그 중 가장 WAR이 낮았던 황대인은 WAR 0.18을 기록했다.